# Streptopelia dusumieri
Streptopelia dusumieri là một loài chim trong họ Columbidae.